# Paul Van Tieghem
Paul Van Tieghem (1871 – 1948) byl francouzský lingvista, literární historik a komparatista.

## Život
Byl synem botanika Philippa Édouarda Léona Van Tieghema, studoval na École normale supérieure a poté pracoval jako profesor na několika pařížských středních školách. Roku 1914 obhájil rozsáhlou disertační práci Ossian en France (knižně 1917), za kterou získal roku 1918 od Francouzské akademie Bordinovu cenu (Prix Bordin). Další cenu (Prix Saintour za literaturu a filosofii) obdržel od Francouzské akademie roku 1938 za dílo Répertoire des littératures modernes.
Byl ženat s Marií-Louisou Seignettovou, se kterou měl dceru Simonu a syna Philippa-Adriena (1898-1969), který byl rovněž literárním vědcem.
Působil jako tajemník Mezinárodní komise pro historii moderní literatury (Commission internationale d'histoire littéraire moderne) a vydal celou řadu monografických i syntetických prací věnovaných otázkám preromantismu a romantismu. Podstatně přispěl k tomu, že jako preromantikové začali být označováni autoři, kteří byli dříve považováni za klasicisty nebo osvícence, ale v jejich tvorbě se začal objevovat zvýšený zájem o přírodu a city. Razil rovněž pojem genologie jako označení pro literárněvědní disciplínu zabývající se teorií literárních druhů a žánrů a prosazoval ji jako svébytnou a významnou součást literární vědy.

## Výběrová bibliografie
- Le mouvement romantique (1912, Romantické hnutí).
- Ossian en France (1917, Ossian ve Francii ), dva díly, knižní vydání autorovy disertační práce, odměněné roku 1918 Bordinovou cenou (Prix Bordin) Francouzské akademie.
- La Poésie de la nuit et des tombeaux en Europe au XVIIIe (1920).
- La synthèse en histoire littéraire (1921, Syntéza v literární historii).
- Précis d'histoire littéraire de l'Europe depuis la Renaissance (1925).
- Le Préromantisme. Etudes d'histoire littéraire européenn (1924–1947), tří díly, zásadní autorovo dílo vysvětlující pojem preromantismus:
  - 1. Correspondance générale de J.-J. Rousseau (1924),
  - 2. La Poésie de la nuit et des tombeaux, les idylles de Gessner et le rêve pastoral (1930),
  - 3. La Découverte de Shakespeare sur le continent (1947).
- La Littérature comparée (1931, Literární komparatistika). Práce je jednak teoreticko-metodologickou syntézou dosavadních poznatků a výsledků této literárněvědní disciplíny, jednak instruktivní příručkou, jak k těmto výsledkům dojít. Autor zde definuje cíl komparatistiky jako doplňování a sjednocování dějin jednotlivých národních literatur ne mechanickým způsobem, ale na úrovni obecnější, tj. na úrovni nadnárodní literární historie, především na zkoumání binárních vztahů mezi díly. Za jeden z nejdůležitějších prostředů pro toto zkoumáni považuje literární žánry, které jsou podle něho nejlepší přirozenou klasifikací literárních děl. Studium literárních žánrů autor nazývá dnes již vžitým termínem genologie. Definuje zde rovněž pojem generální literatura (littérature générale) jako způsob komparatistického výzkumu zabývajícího se „fakty společnými více literaturám, ať již jde o vzájemné závislosti, nebo o koincidenci“.[2]
- Répertoire des littératures modernes (1935-1937), deset publikací Mezinárodní komise pro historii moderní literatury, jejichž byl hlavním editorem a za které získal roku 1938 cenu Prix Saintour od Francouzské akademie.
- Le Romantisme dans la littérature européenne (1948).